# Amanda Jackson
Amanda Jackson, née le 1er juin 1985 à Springfield (Ohio) est une joueuse américaine naturalisée arménienne de basket-ball.

## Biographie
Joueuse polyvalente, elle est des meilleures joueuses de l'histoire de l'université Miami (1 267 points, soit 14,2 points par match). Joueuse complète, elle se fait remarquer des deux côtés du terrain (225 interceptions en carrière, mais aussi une belle adresse à 3 points). Elle intègre le cinq de départ dès sa saison freshman (première année). Après une saison 2005-2006 redshirt due à une blessure au genou, elle réussit une exceptionnelle saison seniore (quatre fois meilleure joueuse de la semaine de sa conférence). Elle est la première joueuse des Redhawks de Miami à terminer dans la All-MAC First Team. Contre les Chippewas de Central Michigan de l'université de Central Michigan, elle obtient sa meilleure performance individuelle : 31 points et 11 rebonds.
Après ses 21,6 points 4,4 rebonds, 3,1 passes, 2,7 interceptions en senior, elle évolue au Portugal à Sport Alges Dafundo en 2008-2009 (25,8 points à 56 %, dont 39 % à 3 points, 3,3 rebonds), puis en Espagne à Ibiza pour seulement 6 matches (6 points, 3,2 rebonds) avant de signer en Arménie. En trois rencontres en Eurocoupe, trois défaites, avec Hatis Yerevan, elle obtient 16,7 points à 45,8 % (26 % à 3 points) en 31 minutes, 6,7 rebonds. Naturalisée arménienne, elle dispute les qualifications au championnat d'Europe en cumulant 21,8 points, 7,6 rebonds et 5 passes. En novembre 2010, elle rejoint le Hainaut Basket pour remplacer Steffi Sorensen,.
À la suite des difficultés financières de Ramla, elle quitte le club en novembre et revient à Saint-Amand pour remplacer la belge Romina Ciappina. Après ses 12,8 points, 3,2 rebonds et 1,7 passe décisive en 12 rencontres, elle est de retour en octobre 2013 dans le Hainaut après la grave blessure d'Adja Konteh.

## Clubs
- 2003-2008 : Miami OH
- 2008-2009 : Sport Alges Dafundo (Portugal)
- 2009-2010 : Ibiza  puis Hatis Yerevan
- 2010-2011 : Union Hainaut Basket

- 2012-2012 : Elitzur Ramla (Israël)
- 2012- : Saint-Amand Hainaut Basket

## Distinctions personnelles
- All-MAC 1st Team 2007 et 2008
- Vainqueur du tournoi de la conférence MAC 2008
- All-MAC Tournament MVP 2008
- MAC All-Tournament Team 2008
- All-Star Game ligue portugaise 2009
- Eurobasket.com Meilleur cinq de la ligue portugaise 2009
- Eurobasket.com  All-Defensive Team ligue portugaise 2009
- Spanish LFB Supercup Finalist -09[2]